# Aeroportul Internațional Changuinola "Capitán Manuel Niño"
Aeroportul Internațional Changuinola "Capitán Manuel Niño" (IATA: CHX, ICAO: MPCH) este un aeroport din Provincia Bocas del Toro, Panama ce deservește zona Changuinola⁠(d). Aeroportul a fost tranzitat în 2015 de 18.664 de pasageri. A fost numit după zona deservită.
Situat la o altitudine de 6 m, aeroportul dispune de o singură pistă.